# Tras el rastro del marfil
En septiembre de 2015, la revista National Geographic publicó el primer reportaje elaborado por su Unidad de Investigaciones Especiales. Esta primera pieza fue creada por el periodista Bryan Christy y lleva el nombre de Tras el rastro de marfil.  
La investigación de Christy se basa en una técnica simple pero arriesgada: camuflar dos dispositivos GPS en un par de colmillos de elefante falsos y colocarlos en el mercado negro de la República Centroafricana. El objetivo era descubrir qué ruta sigue el tráfico de marfil en África y a qué puertos llega antes de embarcar hacia el continente asiático, donde hay una gran demanda de este material, tal y como el propio Christy ya documentó en 2012.
Sin embargo, en el reportaje de Christy, el marfil falso no llega a ningún puerto, sino que acaba en Sudán, en una de las bases de Joseph Kony, líder del Ejército De Resistencia del Señor y que, por entonces, era uno de los hombres más buscados del mundo por sus crímenes contra la humanidad.  
Así pues, este trabajo periodístico ahonda en dos temáticas quizás no desconocidas, pero a menudo olvidadas en los grandes medios: el tráfico ilegal de especies animales (o de materiales derivados) y la crisis institucional que viven muchas zonas africanas. Christy consigue relacionar estos dos ejes y hacerlos converger para obtener una conclusión de gran magnitud: las guerras y los grupos terroristas africanos se financian con el tráfico de marfil.  

## Análisis del reportaje
Es un reportaje que, puesto que el seguimiento de los colmillos ya supuso casi dos meses de trabajo, además de toda la preparación previa (creación de los colmillos, entrada de estos en África, contactos para venderlos en el mercado negro…). En este sentido, Christy muestra un gran trabajo de fuentes, ya que se vale de políticos, expertos, fuentes mucho más anónimas e incluso de desertores del grupo armado de Kony. 
Se trata de un relato en primera persona, plagado de diálogo y de situaciones complicadas, que mantienen en vilo al lector. Además, describe con mucho detalle toda la fase de creación e introducción de los colmillos falsos en África, hecho que revela la metodología del reportaje. Hablando de la narrativa, el reportaje no solo se nutre de texto, sino que también aparecen dos mapas creados por Christy a partir de datos públicos y de su propio conocimiento del terreno.  

## Consecuencias de la publicación
Preguntado por la repercusión de su trabajo, Christy suele quejarse de la inacción del mundo, si bien su labor contribuyó a la aprobación de una ley de protección de la vida salvaje en Malasia  y en 2017 testificó delante del Comité de Asuntos Exteriores de los Estados Unidos. La labor de divulgación de Christy y otras organizaciones también pudo contribuir a que en 2017 China anunciase la prohibición del comercio de marfil. 